# Bonnie Hunt
Bonnie Lynn Hunt (ur. 22 września 1961 w Chicago) – amerykańska aktorka polskiego (panieńskie nazwisko jej matki Jatczak) pochodzenia.

## Wybrana filmografia
- 2006: I Want Someone to Eat Cheese with jako Stella Lewis
- 2006: Auta jako Sally Carrera (głos)
- 2005: Loggerheads jako Grace
- 2005: Lucy
- 2005: Fałszywa dwunastka II jako Kate Baker
- 2003: Fałszywa dwunastka jako Kate Baker
- 2001: Potwory i spółka jako Flint (głos)
- 2000: Wróć do mnie jako Angelo Pardipillo
- 1999: Zielona mila jako Jan Edgecomb
- 1996: Jerry Maguire jako Laurel Boyd
- 1995: Jumanji jako Sarah Whittle
- 1995: Koniec niewinności jako Matka Chrissy
- 1994: Tylko ty jako Kate Corvatch
- 1993: Beethoven 2 jako Alice Newton